# 마쓰오카 슈조

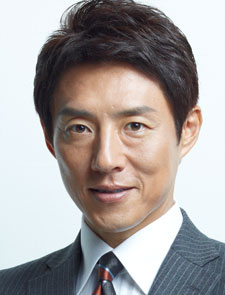
마쓰오카 슈조

마쓰오카 슈조(일본어: 松岡 修造 まつおか しゅうぞう[*], 1967년 11월 6일 ~ )는 일본의 전 테니스 선수이다. 도쿄도 출신.

## 경력
- 1986년~1998년, 전 남자 프로 테니스 선수
- 1998년~, 현 일본 테니스협회 본부 부부장 겸 스포츠 캐스터

## 선수 커리어
- 개인전 통산 성적 : 145승 163패
- 단식 타이틀 획득 : 1회
- 복식 통산 성적 : 28승 44패
- 복식 타이틀 획득 : 1회
- 통산 상금 획득 : 1,117,112 달러
- 최고 세계 랭킹 : 46위